# ワイルド・フラワーズ
ワイルド・フラワーズ（The Wilde Flowers）は、イングランド出身のロック・バンド。
後にカンタベリー・ロックのジャンルを築く礎となった、始祖的グループとして知られる。解散後は「ソフト・マシーン」「キャラヴァン」の2派に枝分かれた。

## 略歴
1964年、ホッパー兄弟（ブライアン・ホッパー、ヒュー・ホッパー）、ロバート・ワイアットに、ケヴィン・エアーズが合流して結成。後にリチャード・シンクレアが追加入。
1965年、デモ・レコーディング後にエアーズ脱退。グラハム・フライト加入。さらにデモ・レコーディングを行う。リチャード・シンクレア (学業に戻るため)とフライトが脱退。ワイアットがボーカルに専念するため、ドラマーのリチャード・コフランが加入。
1966年、パイ・ヘイスティングス加入。ワイアットが脱退し、エアーズと共にミスター・ヘッドを結成。後に「ソフト・マシーン」と改名した。ヒュー・ホッパーがサックスに転向したため、ベーシストを探すこととなった。当初、ベーシストとしてデイヴ・シンクレアが加入するが、すぐにオルガンに転向してしまった。そこで新たにデイヴ・ローレンスがベーシストとして加入。
1967年、ヒュー・ホッパーが脱退し、「ソフト・マシーン」に移籍。ワイルド・フラワーズ活動停止。
1968年、ヘイスティングス、デイヴ・シンクレア、コフランが初期メンバーのリチャード・シンクレアと合流。ワイルド・フラワーズは名乗らず、新グループ「キャラヴァン」として再出発した。

## 歴代メンバー
- ケヴィン・エアーズ (Kevin Ayers) - ボーカル (1964年-1965年) 2013年死去 → ソフト・マシーン
- ブライアン・ホッパー (Brian Hopper) – ギター、サクソフォーン、ボーカル (1964年-1967年) → ソフト・マシーン
- ヒュー・ホッパー (Hugh Hopper) – ベース、サクソフォーン (1964年-1967年) 2009年死去 → ソフト・マシーン
- ロバート・ワイアット (Robert Wyatt) – ドラムス、ボーカル (1964年-1966年) → ソフト・マシーン
- リチャード・シンクレア (Richard Sinclair) – ギター、ボーカル (1964年-1965年) → キャラヴァン
- グラハム・フライト (Graham Flight) – ボーカル (1965年)
- リチャード・コフラン (Richard Coughlan) – ドラムス (1965年-1967年) 2013年死去 → キャラヴァン
- パイ・ヘイスティングス (Pye Hastings) – ギター、ボーカル (1966年-1967年) → キャラヴァン
- デイヴ・シンクレア (Dave Sinclair) – キーボード (1966年-1967年) → キャラヴァン
- デイヴ・ローレンス (Dave Lawrence) – ベース (1966年-1967年)

## ラインナップの変遷

### 第1期 1964年夏 - 1964年末
- ブライアン・ホッパー (Brian Hopper) - ギター、サックス
- ヒュー・ホッパー (Hugh Hopper) - ベース
- ロバート・ワイアット (Robert Wyatt) - ドラム、パーカッション
- ケヴィン・エアーズ (Kevin Ayers) - ボーカル

### 第2期 1964年末 - 1965年3月
- ブライアン・ホッパー (Brian Hopper) - ギター、サックス、ボーカル
- ヒュー・ホッパー (Hugh Hopper) - ベース
- ロバート・ワイアット (Robert Wyatt) - ドラム、パーカッション、ボーカル
- ケヴィン・エアーズ (Kevin Ayers) - ボーカル
- リチャード・シンクレア (Richard Sinclair) - リズム・ギター、ボーカル

デモ・レコーディングを行った。

### 第3期 1965年4月 - 9月
- ブライアン・ホッパー (Brian Hopper) - ギター、サックス、ボーカル
- ヒュー・ホッパー (Hugh Hopper) - ベース
- ロバート・ワイアット (Robert Wyatt) - ドラム、パーカッション、ボーカル
- リチャード・シンクレア (Richard Sinclair) - リズム・ギター、ボーカル
- グラハム・フライト (Graham Flight) - ボーカル

デモ・レコーディングを行った。

### 第4期 1965年10月 - 1966年5月
- ブライアン・ホッパー (Brian Hopper) - ギター
- ヒュー・ホッパー (Hugh Hopper) - ベース
- ロバート・ワイアット (Robert Wyatt) - ボーカル
- リチャード・コフラン (Richard Coughlan) - ドラム

デモ・レコーディングを行った。

### 第5期 1966年6月 - 7月
- ブライアン・ホッパー (Brian Hopper) - ギター
- ヒュー・ホッパー (Hugh Hopper) - ベース
- ロバート・ワイアット (Robert Wyatt) - ボーカル、ドラム (6月24日のギグ)
- リチャード・コフラン (Richard Coughlan) - ドラム
- パイ・ヘイスティングス (Pye Hastings) - ギター、ボーカル

6月24日のギグはコフラン不参加のためワイアットがドラムも兼任した。

### 第6期 1966年7月 - 1967年6月
- ブライアン・ホッパー (Brian Hopper) - ソプラノ・サックス、テナー・サックス
- ヒュー・ホッパー (Hugh Hopper) - アルト・サックス、ベース
- リチャード・コフラン (Richard Coughlan) - ドラム
- パイ・ヘイスティングス (Pye Hastings) - ギター、ボーカル
- デイヴ・シンクレア (Dave Sinclair) - オルガン
- デイヴ・ローレンス (Dave Lawrence) - ベース、ボーカル

### 第7期 1967年6月 - 1967年秋
- ブライアン・ホッパー (Brian Hopper) - ソプラノ・サックス、テナー・サックス
- リチャード・コフラン (Richard Coughlan) - ドラム
- パイ・ヘイスティング (Pye Hastings) - ギター、ボーカル
- デイヴ・シンクレア (Dave Sinclair) - オルガン
- デイヴ・ローレンス (Dave Lawrence) - ベース、ボーカル

## ディスコグラフィ

### アルバム
- 『ザ・ワイルド・フラワーズ』 - Tales of Canterbury: The Wilde Flowers Story (1994年) ※第2期 - 第4期のデモ音源、1965年 - 1969年の歴代メンバーによるデモ・レコーディング等を収録している編集盤。
- 『ザ・ワイルド・フラワーズ』 - The Wilde Flowers (2015年)[3] ※上記アルバムの増補盤。
- Various Artists : 『カンタベリー・サウンドの誕生』 - Canterburied Sounds, Vol.s 1-4 (1998年) ※第1期デモ音源を収録